# Diabrotica occlusa
Diabrotica occlusa là một loài bọ cánh cứng trong họ Chrysomelidae. Loài này được Champion miêu tả khoa học năm 1920.